# Far Cry 2
Far Cry 2 — компьютерная игра в жанре шутер от первого лица в открытом мире. Вторая (не считая дополнений и спин-оффов) игра из одноимённой серии игр.
Изначально игра задумывалась как платформенный эксклюзив для PC, но позже было объявлено, что одновременно с выходом версии для PC также будут выпущены версии для игровых приставок PlayStation 3 и Xbox 360. Far Cry 2 разработана для IBM PC-совместимых компьютеров (под управлением операционных систем семейства Microsoft Windows) и игровых приставок Xbox 360 и PlayStation 3.
Разработчиком игры является канадское подразделение компании Ubisoft — Ubisoft Montreal. Официальным издателем Far Cry 2 также выступает Ubisoft. Официальным локализатором, региональным издателем и распространителем Far Cry 2 на территории Российской Федерации и стран СНГ является компания «Бука». 1 июня 2021 года Ubisoft отключила серверы Far Cry 2.

## Сюжет

### Предыстория
Действия игры происходят в неназванной африканской стране, в которой идёт кровопролитная гражданская война между Объединённым фронтом освобождения и труда (ОФОТ) и Союзом народного сопротивления (СНС). Обе группировки не гнушаются военными преступлениями, а в их рядах воюют наёмники со всего мира, привлечённые возможностью наживы. Из-за сложившегося хаоса в стране возник гуманитарный кризис.

### Игра
Главный герой, наёмник или сотрудник неизвестной организации или спецслужбы, прибывает в страну с целью ликвидации главного торговца оружием, спонсирующего обе группировки, известного под псевдонимом Шакал. Главный герой следует из аэропорта в гостиницу города Палы, по дороге осматривая окрестности из автомобиля и слушая рассказ таксиста о ситуации в стране. По прибытии в город главный герой обнаруживает у себя симптомы малярии и теряет сознание.
Придя в себя, главный герой оказывается лежащим на кровати в гостинице. Его лихорадит. В углу комнаты главный герой видит человека европейской внешности, вооружённого пистолетом и мачете, который роется в его вещах и читает дневник. Человек произносит монолог, из которого следует, что главный герой болен малярией, ему нужна другая работа, а также оставляет главному герою мачете (воткнув его перед головой со словами «Это я решаю, кому жить, а кому умирать. Я»), бросает рядом на комод пистолет и уходит из комнаты. Далее главный герой вновь теряет сознание и приходит в себя уже утром. В этот момент за стеной слышится беспорядочная стрельба — в городе начались вооружённые столкновения между ОФОТ и СНС. Взрыв за окном сбрасывает главного героя с кровати, он подбирает пистолет и мачете и получает первое сюжетное задание — выбраться из города…
Сбежать главному герою не удаётся, и он теряет сознание (возможно, от ранений, а если игрок сможет дойти до границы города, то от приступа малярии), а затем приходит в себя в одном из временных штабов ОФОТ или СНС (это зависит от игрока: каких людей он убьёт и в какую часть города побежит). Впоследствии главный герой выполняет различные задания обеих группировок, пытаясь пробиться к их лидерам и через них добраться до Шакала, разъезжая по стране, покупая оружие и боеприпасы (валютой здесь являются неогранённые алмазы). Присутствует много квестов для других наёмников (по мере их выполнения те становятся друзьями главного героя), а также задания по добыванию таблеток от малярии.
К концу игры главный герой проходит через кошмар бесконечной резни, безрассудной жадности и предательства, теряет друзей-наёмников, убивает сменяющихся лидеров двух группировок, беспорядочно режущих друг друга в борьбе за власть, и наконец встречается с Шакалом. Тот объясняет, что этот ад, творящийся в Африке, до которой никому из «цивилизованных людей» нет дела, — как болезнь, а единственное доступное лекарство — истребление всех заражённых. Шакал направил в эту страну потоки оружия из бывших горячих точек для того, чтобы в возникшем хаосе вывести из очага заразы тех, кто ещё остался людьми, — пусть желающие нажиться на чужом горе режут друг друга, а не мирных жителей, которые ни в чём не виноваты. Тысячи беженцев, преследуемых пытающимися воспрепятствовать их бегству головорезами СНС и ОФОТ, уже собрались у границы. Но пограничники с другой стороны требуют за проход огромную взятку, а один местный наркоторговец, заполучив приготовленный Шакалом портфель с алмазами, собирается сбежать с ними из страны на вертолёте. Шакал просит главного героя помочь с поисками. В случае, если у главного героя остались в живых друзья-наёмники, для которых он завершил все квесты, его ждёт самое страшное предательство. Наёмники, перебив охрану наркоторговца, попытаются предать и своего «друга», не раз спасавшего им жизнь, — убить его и бежать с алмазами самим.
В финале предлагаются две концовки: пройти на верх горы с аккумулятором от автомобиля, чтобы, «подрубив» провода от взрывчатки к клеммам, взорвать ящик динамита и устроить обвал, перекрыв путь почти настигшим беженцев преследователям, или же отнести кейс с алмазами пограничникам, чтобы они пропустили людей, а потом застрелиться. Вся зараза должна быть уничтожена, в том числе Шакал и главный герой.
Результат — в стране так и не установилось единой власти, но оттуда ушли миллионы мирных жителей. Все международные благотворительные организации с удивлением отмечали крайне малое число жертв среди беженцев. Правдивый репортаж самоотверженного местного журналиста об этой войне и её истинных героях не заинтересовал ни одно СМИ. Тело легендарного Шакала официально так и не нашли.

## Игровой процесс

Скриншот из игры

В качестве главного героя игрок может выбрать одного из девяти различных персонажей.
Far Cry 2 является игрой с открытым миром. Набрав задания, игрок волен отправиться в любое место. Согласно анонсам игры, игровое пространство должно составлять около 50 км², быть единым и не разделённым на отдельно подгружаемые локации. В действительности действие игры происходит на двух раздельных локациях, при этом их пространство определено в самой игре достаточно противоречиво: пересечение любой из двух локаций на автомобиле со скоростью 60-80 единиц скорости, предположительно — миль/час (согласно показаниям спидометра автомобиля), по извилистой дороге сложного профиля занимает около 5-10 минут реального времени. В пересчёте на метрические единицы площадь каждой из двух локаций, таким образом, составляет более 100 км². Однако реплики героев игры в телефонных звонках, указывающие на их местоположение, позволяют сделать вывод о том, что между центром локации и любой из её границ кратчайшее расстояние по прямой составляет около мили.
Действие игры проходит в неназванной части Африки, в саванне и джунглях, в местностях, названных Лебоа-Сако (город Пала и его окрестности) и Мосате-Селао (города Порт-Селао и Сефапейн и их окрестности). Сотрудники Ubisoft Montreal провели около 2 недель в различных частях Африки, снимая на фото и видео местную флору и фауну. Полученные фотографии и видео были использованы для создания в игре реалистичного окружения.
Есть некие рамки передвижения по игровому пространству. Страна, где происходит действие игры, окружена огромной пустыней, в которой даже проходит часть миссий. Переход от саванны к дюнам достаточно плавный, но, если углубиться в пустыню слишком далеко, игра вернёт игрока назад, чтобы герой не умер от жажды. Возврат игрока от границ карты реализован как потеря сознания персонажа с последующей нормализацией его состояния и возвратом управления персонажем игроку. В границах карт можно путешествовать в любом направлении. Но передвигаться беспрепятственно у персонажа не получится: каждая точка контролируется бойцами СНС или ОФОТ.
Задания в игре нелинейны, их можно проходить в любом порядке. Некоторые поручения — сюжетные, они обязательны для выполнения, но есть и побочные миссии разных типов. Это подталкивает игроков к исследованию мира, а любопытство, по словам разработчиков, будет вознаграждено алмазами. Продюсер игры Луи-Пьер Фаран приводит пример: «Например, надо атаковать вражеский форпост. Стиль прохождения миссии зависит от вас: с какого направления зайдёте, засядете ли на снайперской позиции или изобразите из себя Рэмбо. Вы можете нагрянуть туда ночью, когда бойцы отдыхают, — в игре есть суточный цикл и особые „точки отдыха“, где можно „перевести стрелки часов“ до нужного времени отдыха».

## Игровой движок

Световая полоса, проходящая через изображение, является результатом работы графического эффекта «Объёмные лучи»

Для Far Cry 2 Ubisoft разработали новый движок, названный Dunia, что означает «Мир» или «Земля» на арабском (а также на персидском, турецком, узбекском, азербайджанском, хинди и некоторых других). Движок поддерживает многопоточность, DirectX 9 и DirectX 10. Помимо Windows, движок поддерживал работу на консолях PlayStation 3 и Xbox 360.
В Far Cry 2 включена поддержка технологии amBX от Philips. При наличии необходимого аппаратного обеспечения технология добавляет в игру такие эффекты, как вибрация, световое окрашивание окружающего мира и ветровые эффекты.

## Бренд
Права на бренды Far Cry 2 и Far Cry 3 принадлежат компании Ubisoft, несмотря на то, что владельцем бренда Far Cry является студия Crytek — разработчик первой игры — Far Cry из одноимённой серии игр. Студия Crytek из-за разногласий с компанией Ubisoft не была задействована в разработке Far Cry 2 и Far Cry 3. Название бренда было выбрано не случайно — большинство брендов и франшиз, зарегистрированных студией Crytek, содержат в своих названиях буквосочетание «Cry»: Crytek, CryEngine, CryEditor, франшиза Far Cry, франшиза Crysis, CryMod, CryDev, CryWiki и др. Как заявил в интервью директор Crytek Джеват Йерли, в Far Cry 2 от первой части игры осталось лишь имя.
3 октября 2021 года креативный директор второй части Клинт Хокинг на видео IGN сказал, что изначально Джек Карвер должен был стать злодеем, который после событий оригинальной Far Cry решил заняться торговлей оружием в Африке. От идеи разработчики отказались, но не стали кардинально менять внешность Шакала и его американское происхождение. Из-за схожести поклонники франшизы много лет выдвигали свои теории, предполагая, что это один и тот же человек, однако Ubisoft не давала каких-либо комментариев или подтверждений.

## Загружаемые дополнения

### Fortune’s Pack
21 ноября 2008 года Ubisoft анонсировала загружаемое дополнение — Fortune’s Pack. Оно включало в себя три новых образца ручного оружия (короткоствольный дробовик, дробовик с глушителем и арбалет), два новых транспортных средства (грузовик и квадроцикл), а также четыре новые мультиплеерные карты (Cheap Labor, Last Resort, Lake Smear и Fort Fury). Дополнение распространялось в Xbox Live Marketplace и Playstation Network, и для пользователей ПК через Steam. Также был бесплатный набор карт для жителей Канады (в Канаде была разработана игра).

### Intel Bonus Missions
В ноябре 2008 года был выпущен дополнительный пакет миссий под названием Far Cry 2 Intel Bonus Missions. Разработчиком выступили Ubisoft Montreal, а спонсором компания Intel. Распространялся данный пакет бесплатно и включал в себя две бонусные однопользовательские миссии. Первая операция под названием The Morrocan отправляет героя в хорошо охраняемый район территории Leboa-Sako, где нужно отыскать человека, располагающего полезными сведениями об оружейном бароне Шакале. Во втором задании — The American — необходимо выследить американского информатора и получить от него секретные данные.

## Критика
| Сводный рейтинг       | Сводный рейтинг                           |
| Агрегатор             | Оценка                                    |
| --------------------- | ----------------------------------------- |
| GameRankings          | (X360) 84,42 % (PS3) 83,98 % (PC) 83,67 % |
| Metacritic            | 85/100                                    |
| MobyRank              | 82 %                                      |
| Иноязычные издания    |                                           |
| Издание               | Оценка                                    |
| 1UP.com               | B+                                        |
| Destructoid           | 8/10                                      |
| Eurogamer             | 8/10                                      |
| Game Informer         | 8/10                                      |
| GamePro               | 5/5                                       |
| GameRevolution        | A-                                        |
| GameSpot              | 8,5/10                                    |
| GameSpy               | [ 25 ]                                    |
| GameStar              | 82/100                                    |
| GameTrailers          | 8,7/10                                    |
| GameZone              | 9/10                                      |
| Giant Bomb            | [ 29 ]                                    |
| IGN                   | (PC) 8,9/10 (PS3/X360) 8,8/10             |
| Jeuxvideo.com         | 15/20                                     |
| OXM                   | 8,5/10                                    |
| PC Gamer (UK)         | 94 %                                      |
| PC PowerPlay          | 10/10                                     |
| TeamXbox              | 9/10                                      |
| VideoGamer            | 9/10                                      |
| X-Play                | 4/5                                       |
| Русскоязычные издания |                                           |
| Издание               | Оценка                                    |
| 3DNews                | 7/10                                      |
| Absolute Games        | 57 %                                      |
| «PC Игры»             | 9/10                                      |
| PlayGround.ru         | 9,2/10                                    |
| «ЛКИ»                 | 93 %                                      |
| «НИМ»                 | 8,8/10                                    |
| «Страна игр»          | 8,5/10                                    |

Far Cry 2 получил в основном положительные отзывы от критиков, согласно агрегатору рецензий Metacritic.